# Jeffrey Dahmer: Selbstporträt eines Serienmörders
Jeffrey Dahmer: Selbstporträt eines Serienmörders (Originaltitel: Conversations with a Killer: The Jeffrey Dahmer Tapes) ist eine US-amerikanische True-Crime-Dokumentationsserie, die beim Streamingdienst Netflix am 7. Oktober 2022 veröffentlicht wurde. Die dreiteilige Dokumentation handelt von dem US-amerikanischen Serienmörder Jeffrey Dahmer und enthält Audiointerviewmaterial Dahmers und seiner Anwälte.

## Inhalt
Der Serienmörder Jeffrey Dahmer gesteht seine 17 Morde sowie Kannibalismus und Nekrophilie. Bislang unveröffentlichte Audiointerviews zwischen ihm und seinen Anwälten bieten einen beunruhigenden Einblick in seine gestörte Persönlichkeit.

## Veröffentlichung
Die komplette erste Staffel wurde am 7. Oktober 2022 auf Netflix veröffentlicht.